# Biserica Iezuiților din Sibiu

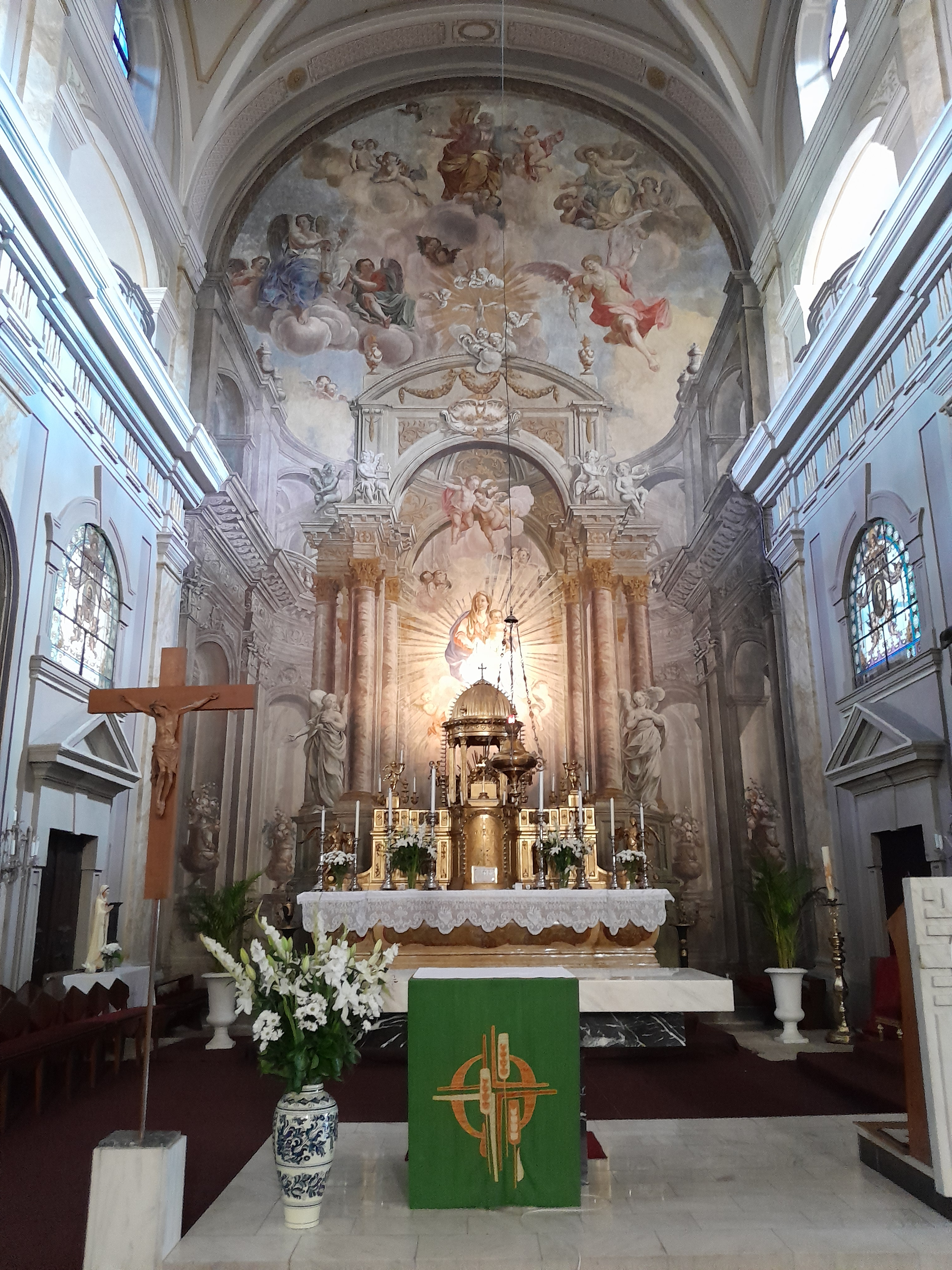
Altarul principal

Biserica Iezuiților din Sibiu este o biserică romano-catolică construită în Piața Mare din Sibiu în perioada 1726-1733. 
Lăcașul, cu hramul Sfânta Treime, se află pe lista monumentelor istorice din județul Sibiu, sub  SB-II-m-A-12093. Pe aceeași listă este inclusă și casa parohială romano-catolică, amplasată în fostul seminar iezuit, care înglobează fragmente ale Halei Cojocarilor. Această clădire datează din secolul al XVI-lea, fiind refăcută în perioada 1726-1739. 
În curtea interioară dintre biserică și fosta reședință a iezuiților se află depozitată Statuia lui Ioan Nepomuk, care s-a aflat până în anul 1948 în Piața Mare.

## Istoric
Iezuiții au obținut după 1689 mai multe prăvălii din Piața Mare. Când au solicitat de la primăria orașului un teren pentru construcția unei biserici în centrul Sibiului, au fost refuzați. În anul 1721 generalul imperial Damian Hugo von Virmond s-a implicat în rezolvarea disputei și a obținut pentru iezuiți mai multe imobile învecinate, pentru construcția bisericii și a seminarului iezuit. Piatra fundamentală a fost pusă în anul 1726, iar lucrările de construcție au durat până în anul 1733. Biserica a fost consacrată în data de 13 septembrie 1733.
Clădirii i-a fost adăugat în 1738 un turn-clopotniță baroc, decroșat față de navă. Condiția pusă de autoritățile civile pentru construcția turnului a fost garantarea unui culoar public de trecere între Piața Mare și Piața Mică, pe locul pasajului medieval numit Schlosserloch („Gaura Lăcătușului”).

## Interior
Pe latura sudică a corului se află monumentul funerar al mareșalului Otto Ferdinand von Abensperg und Traun (1677-1748), operă a sculptorului Anton Schuchbauer.
Actuala orgă a bisericii, cu 24 de registre, a fost realizată de meșterul vienez Carl Hesse în anul 1860.

## Imagini din exterior

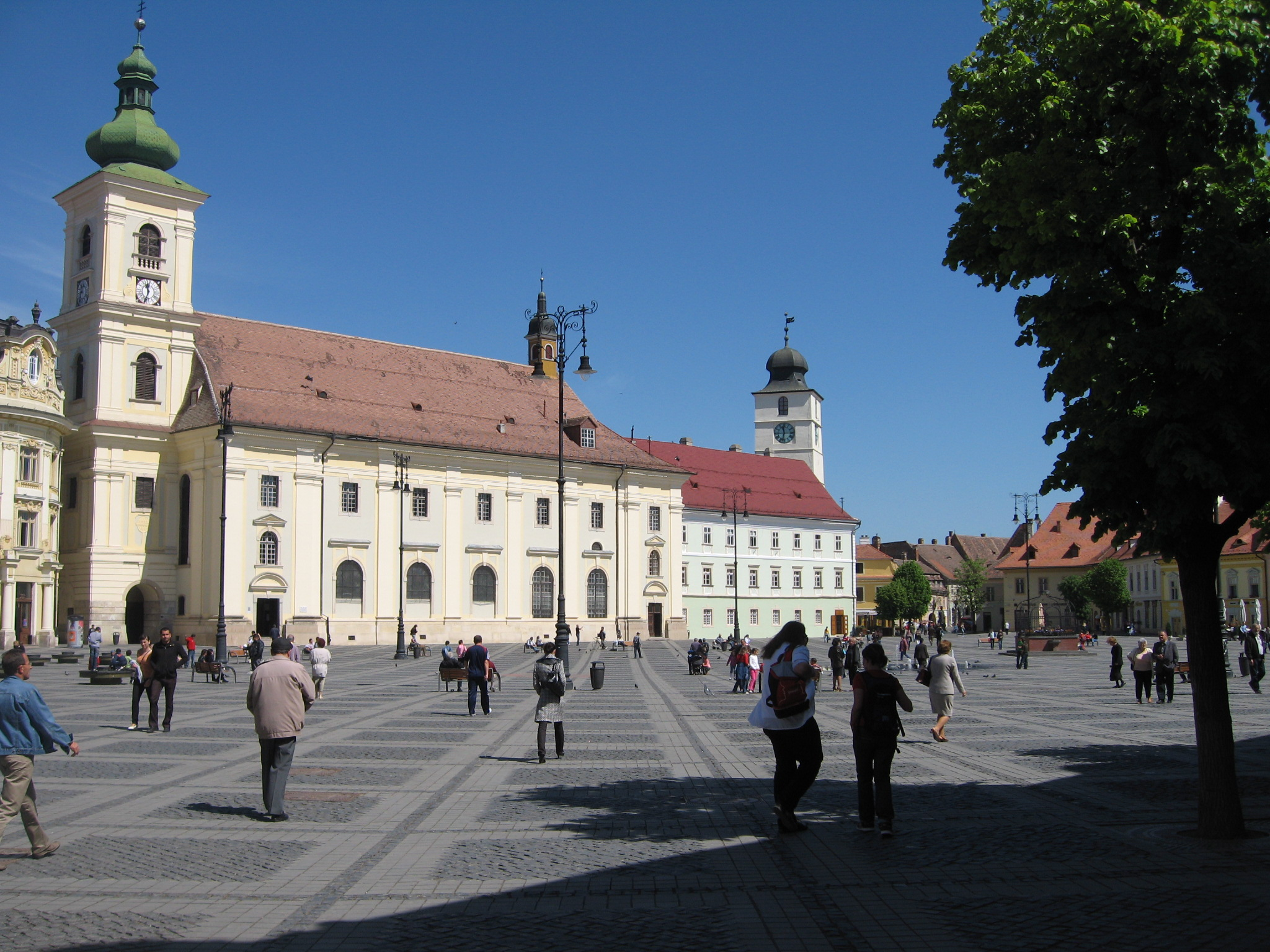
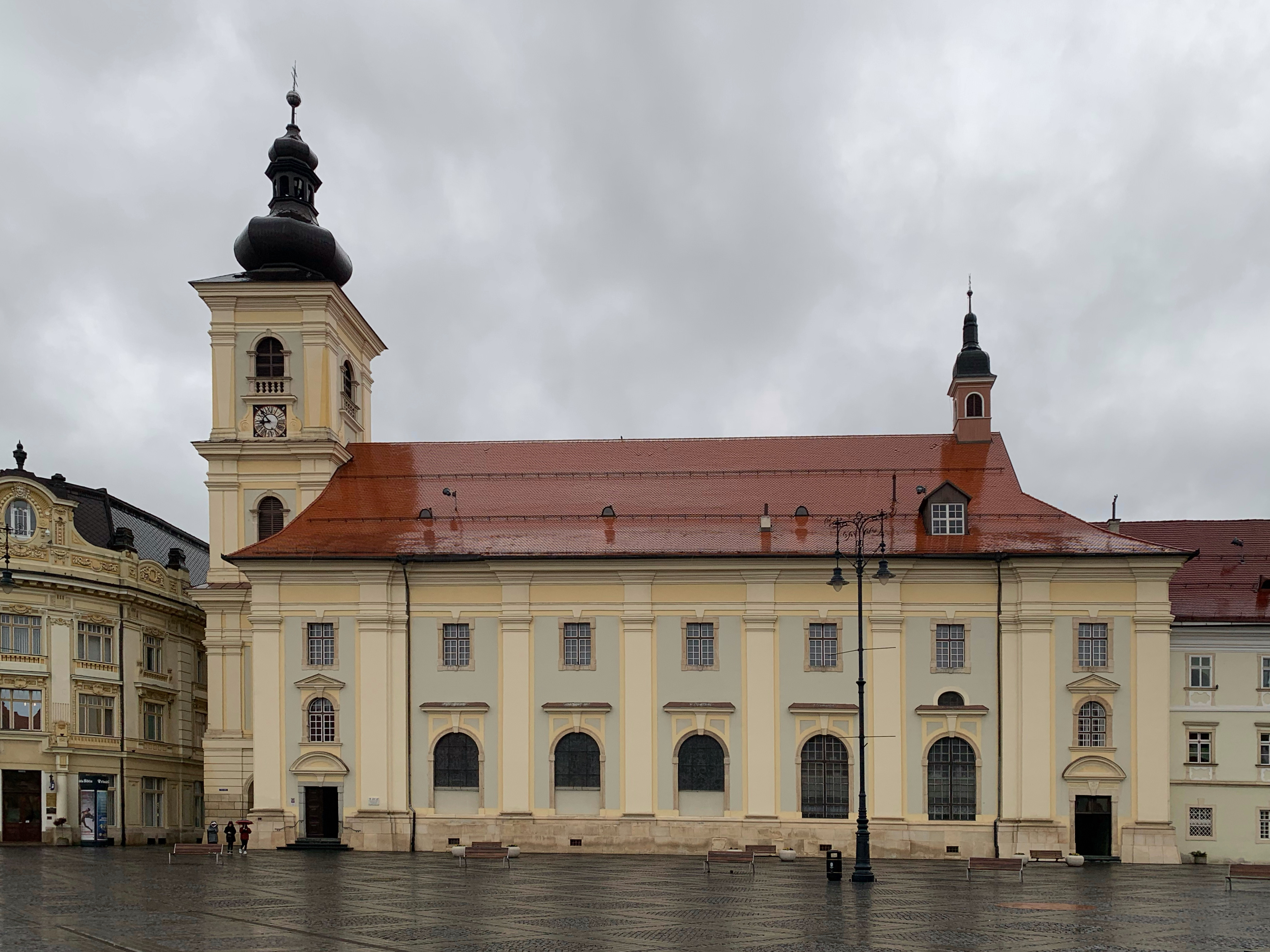
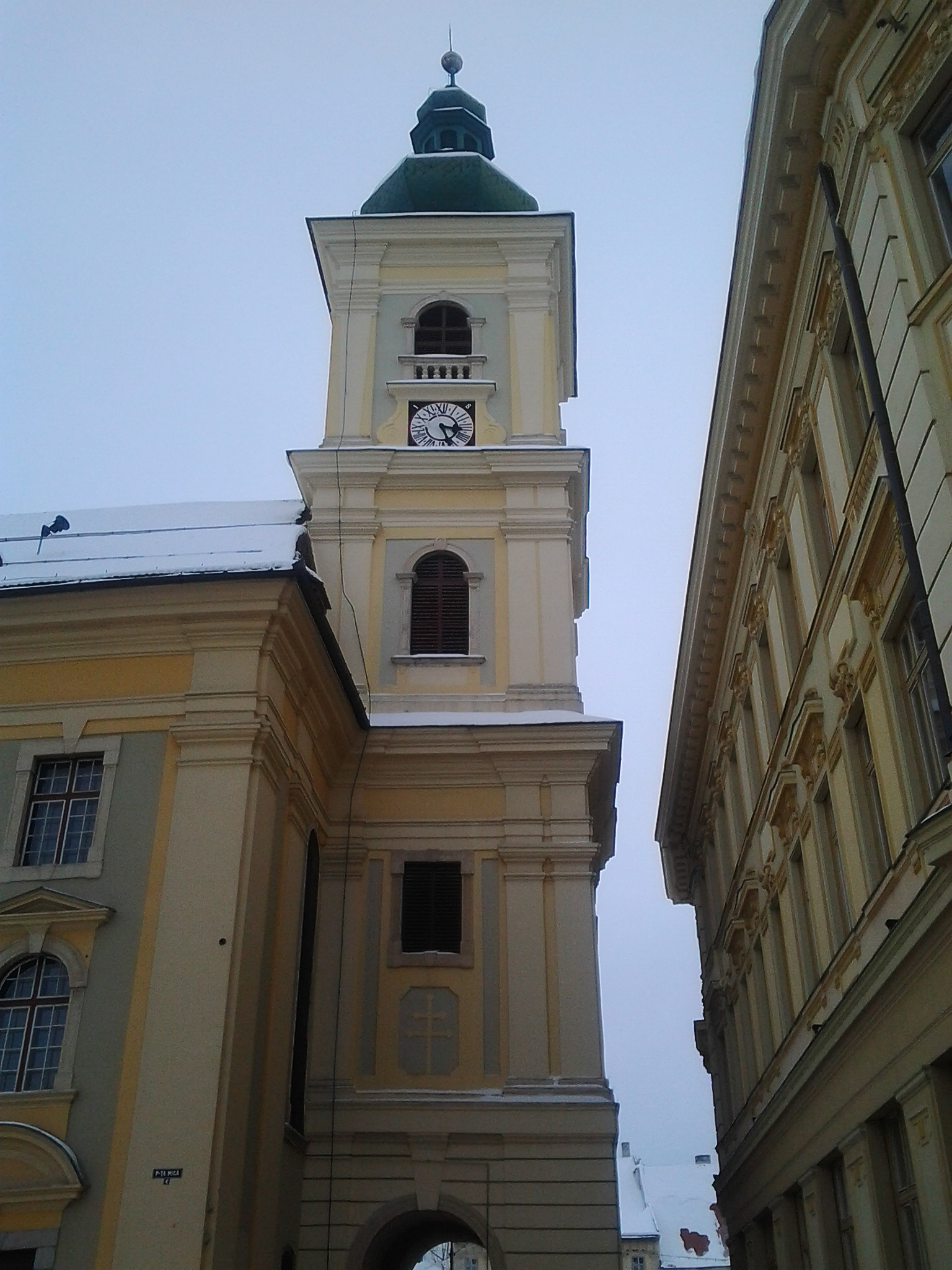
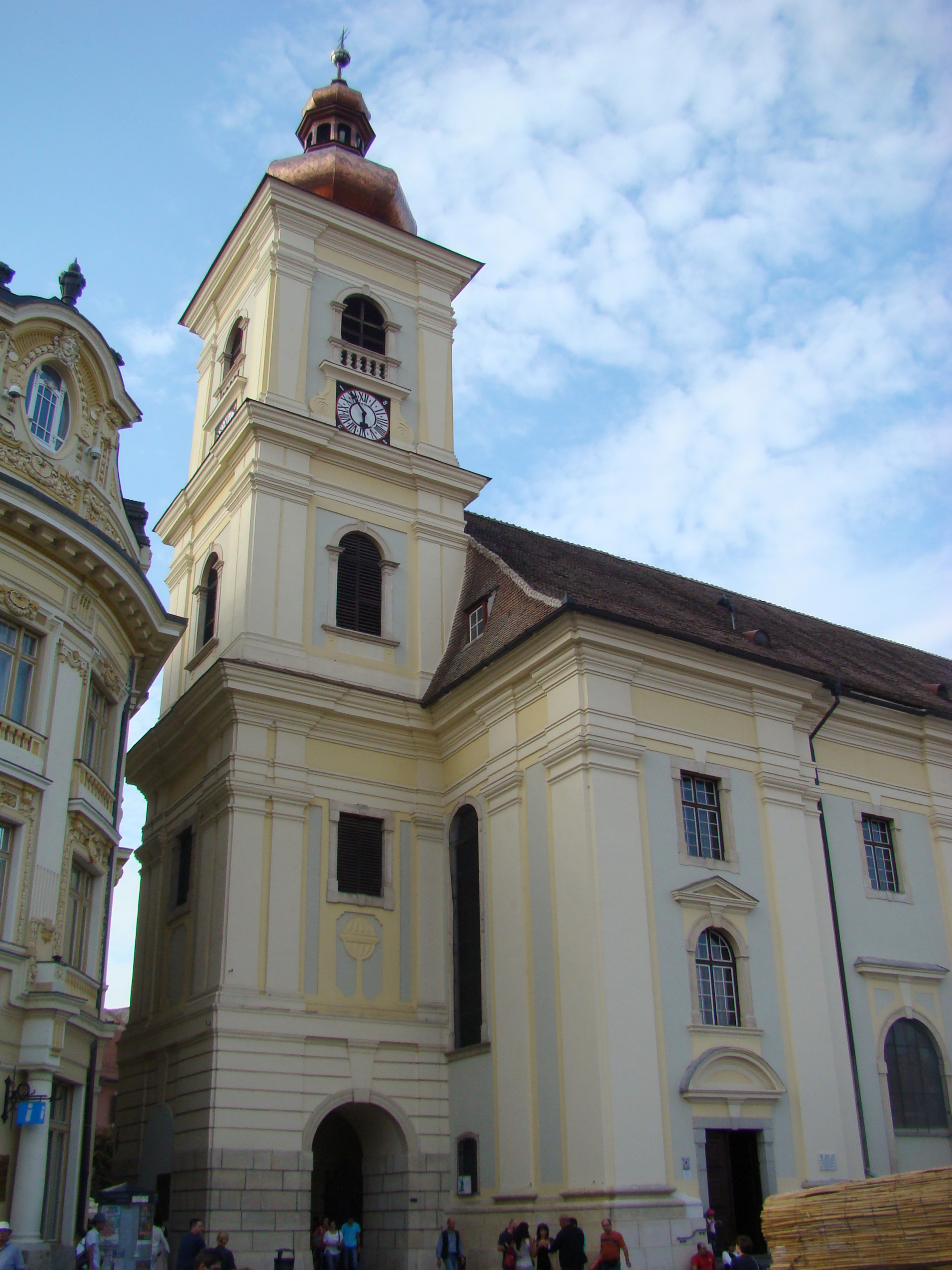
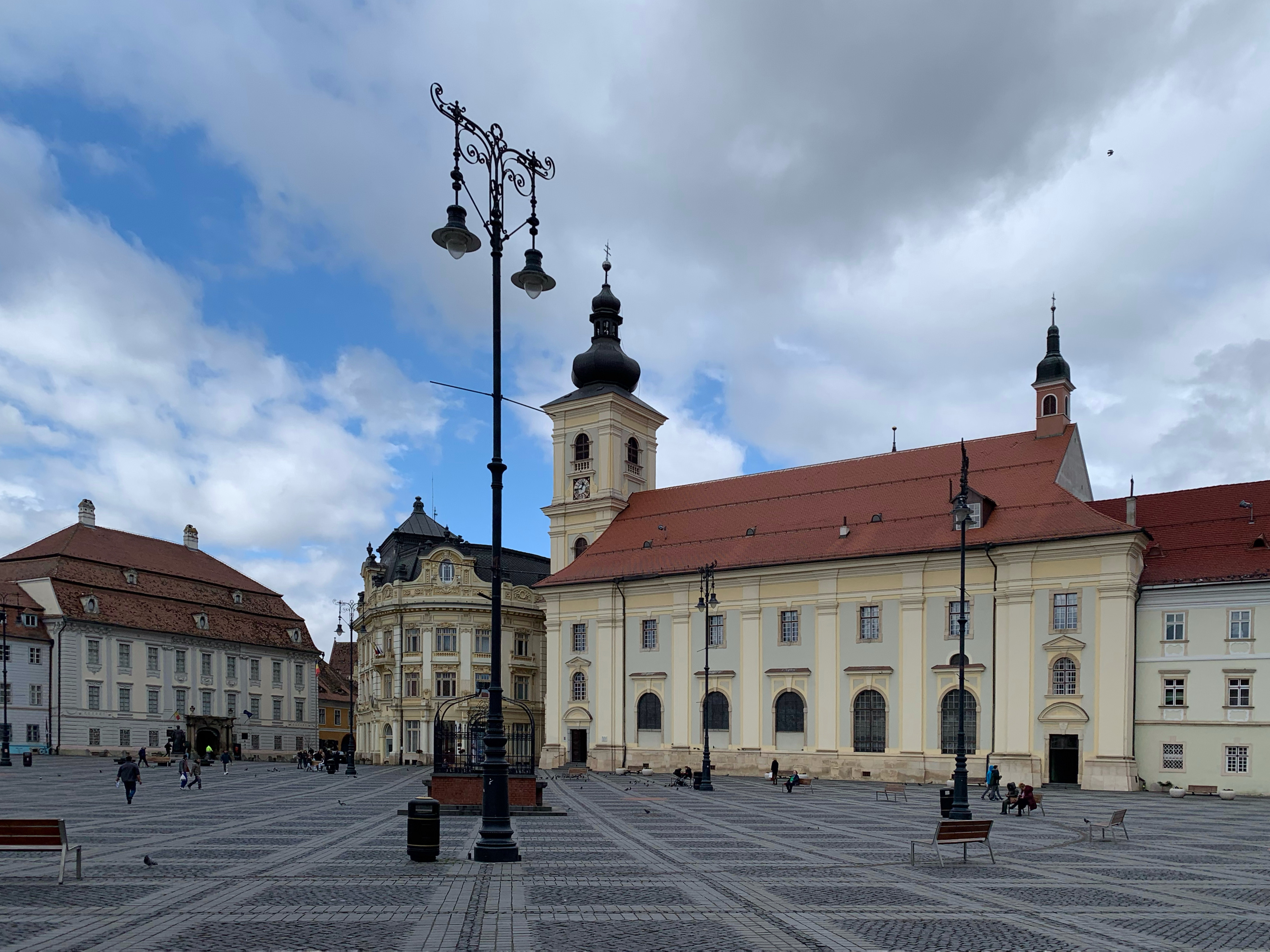
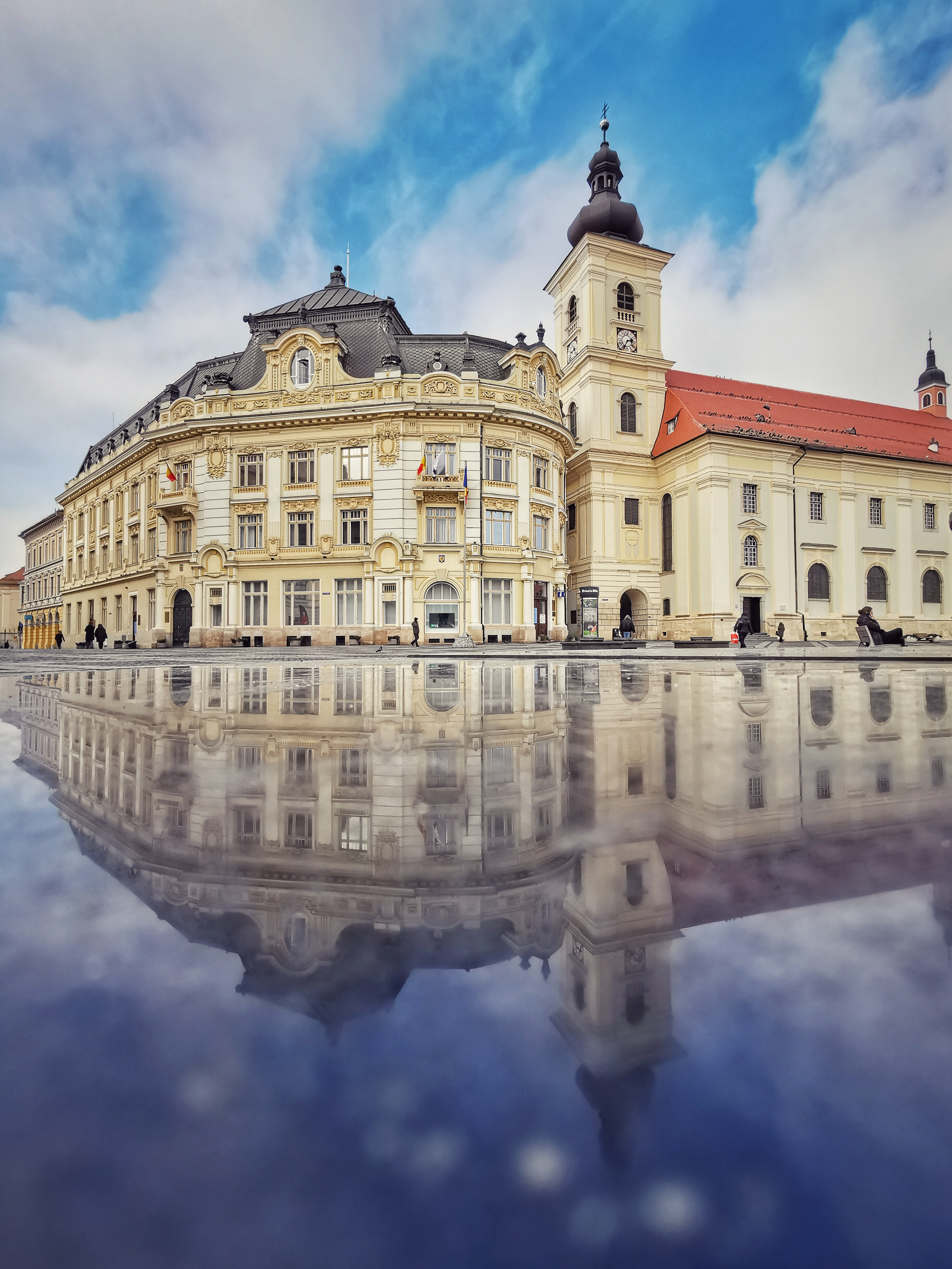
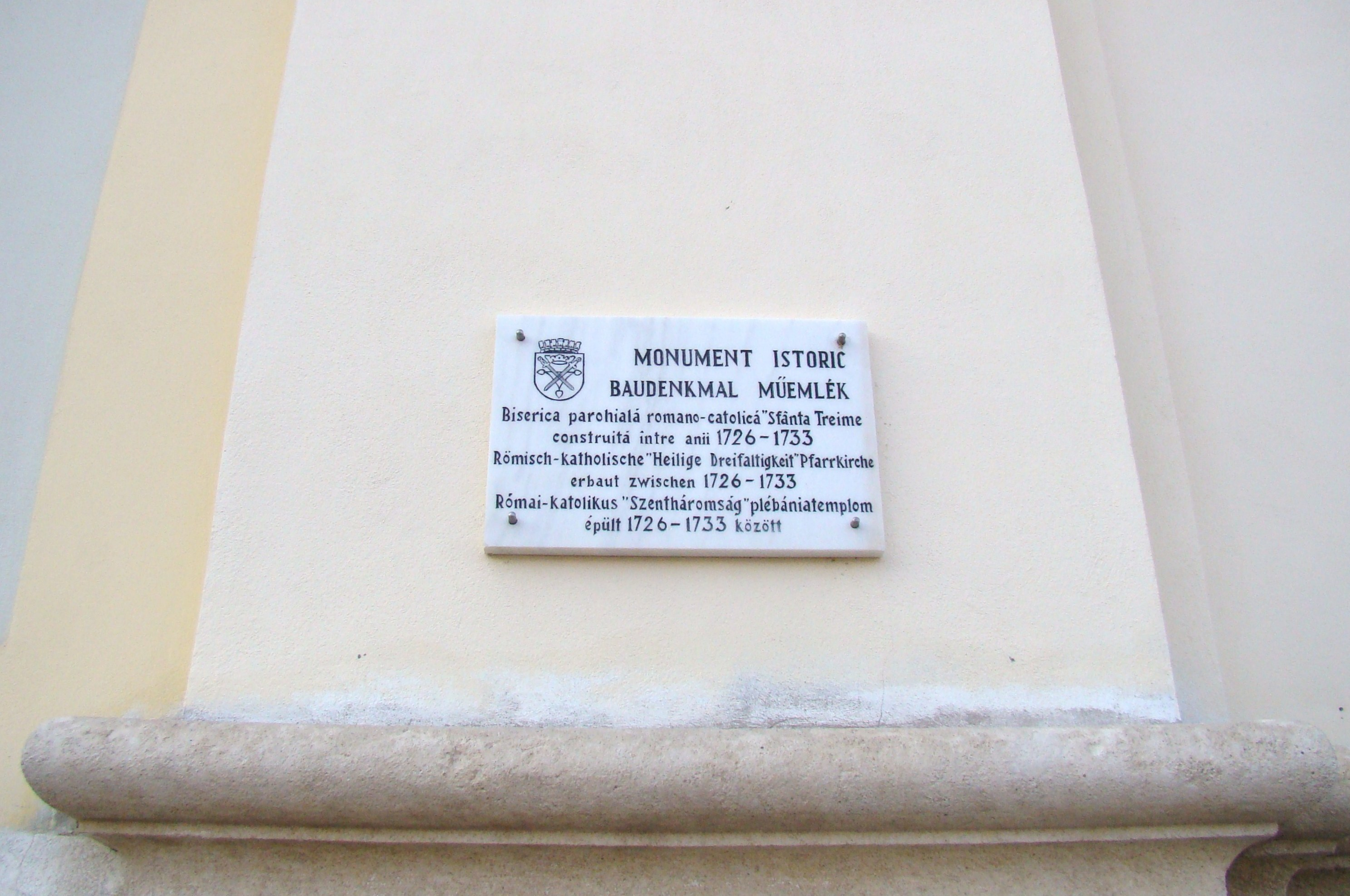
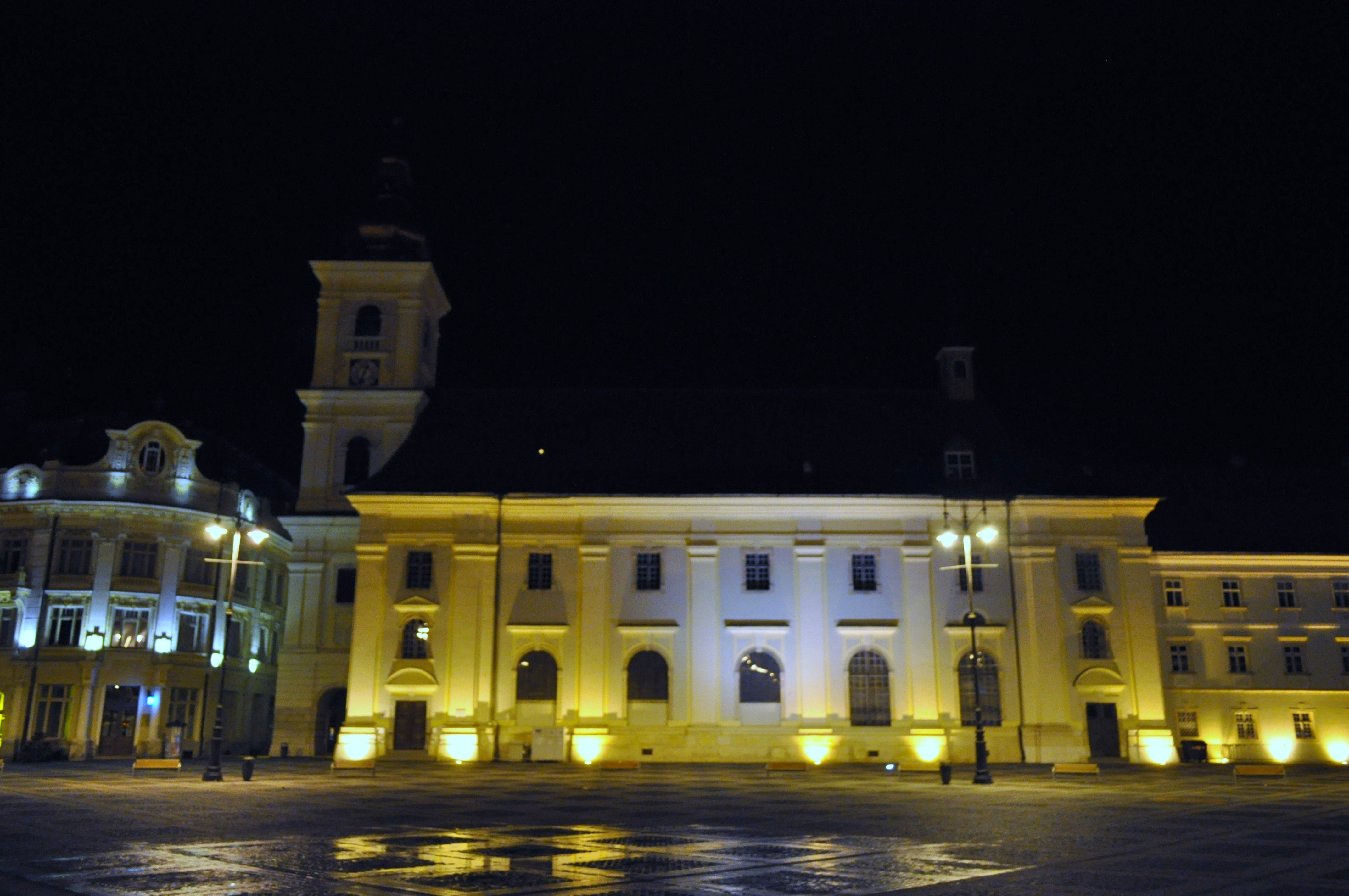
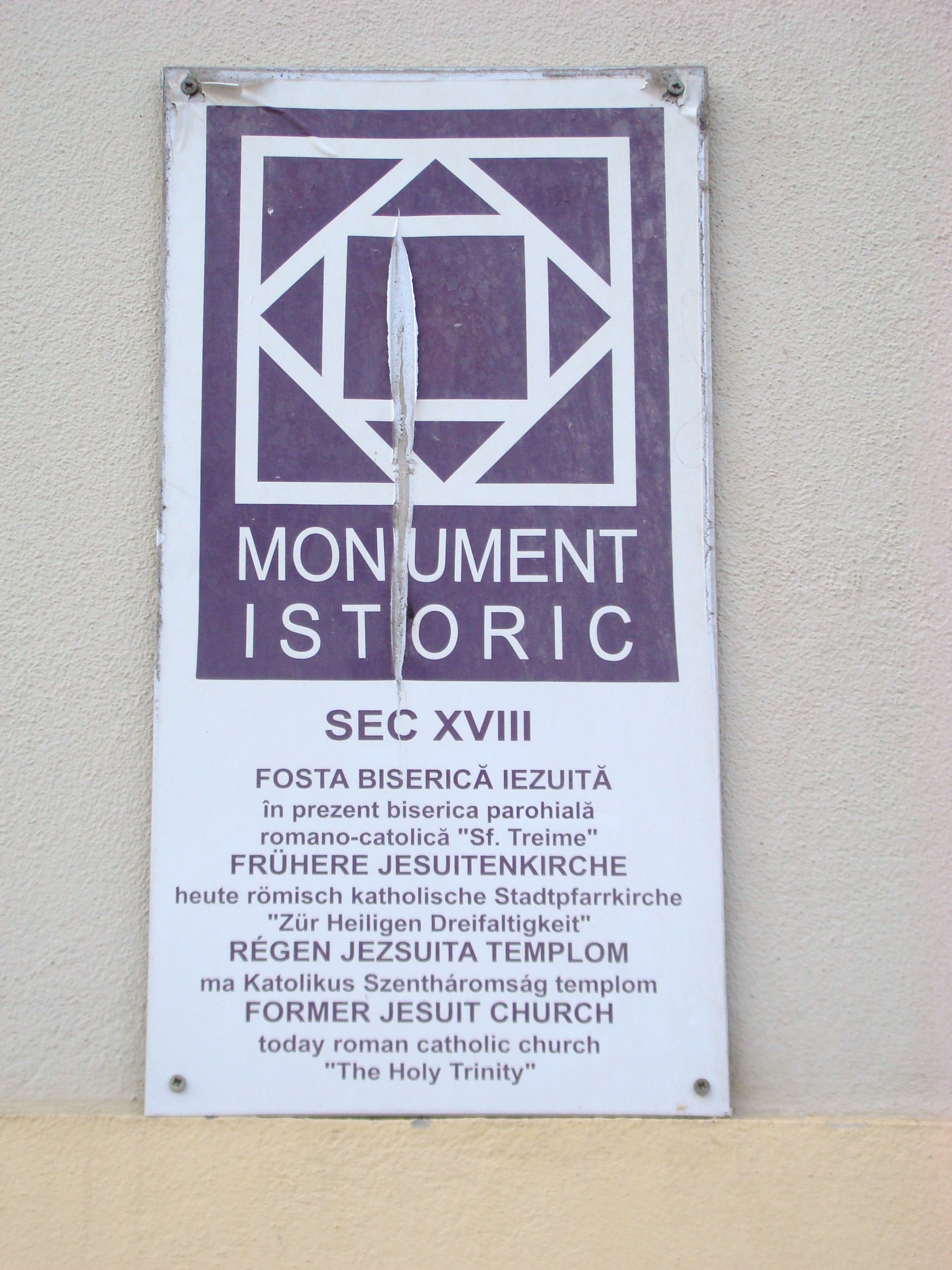
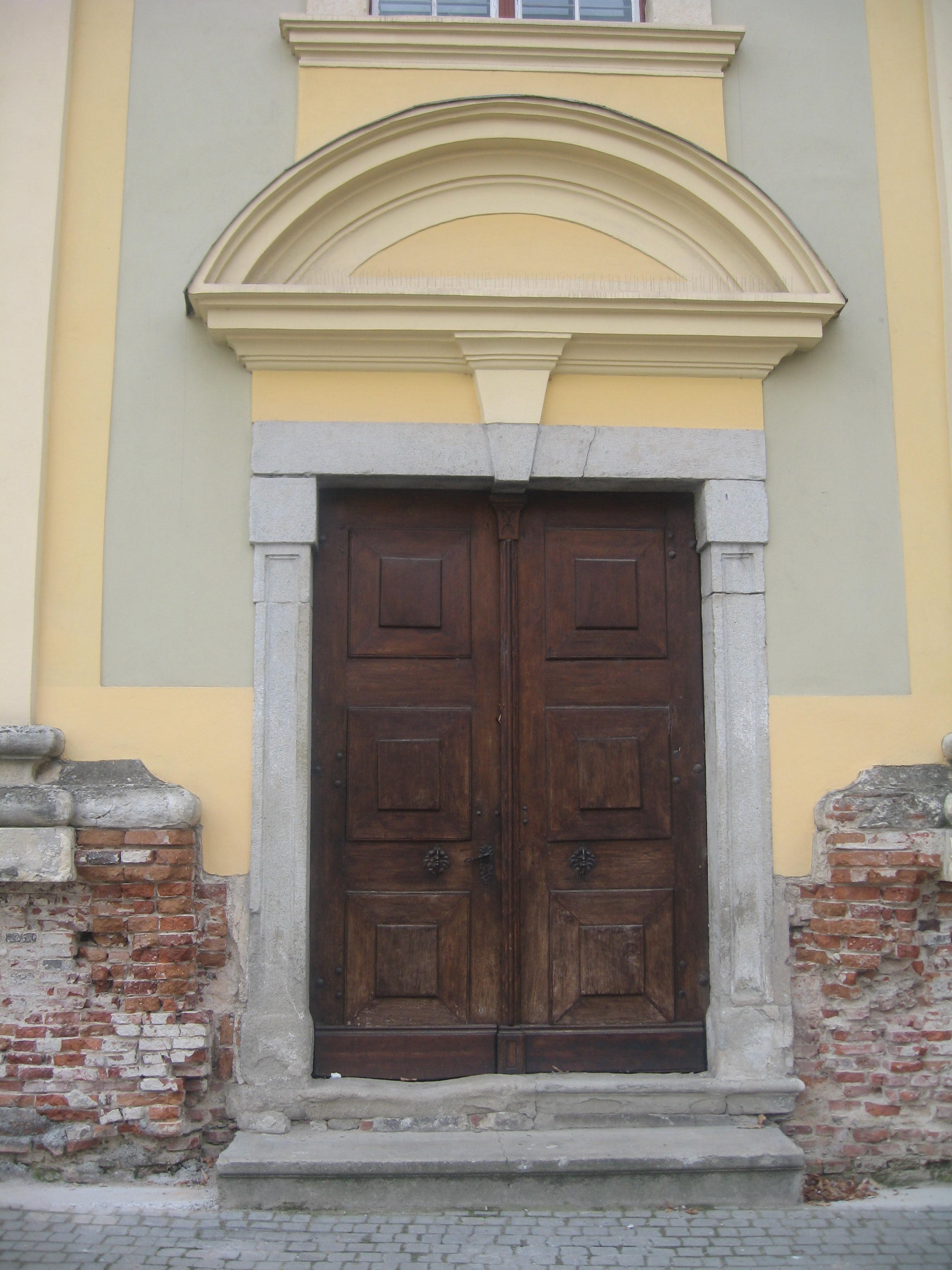
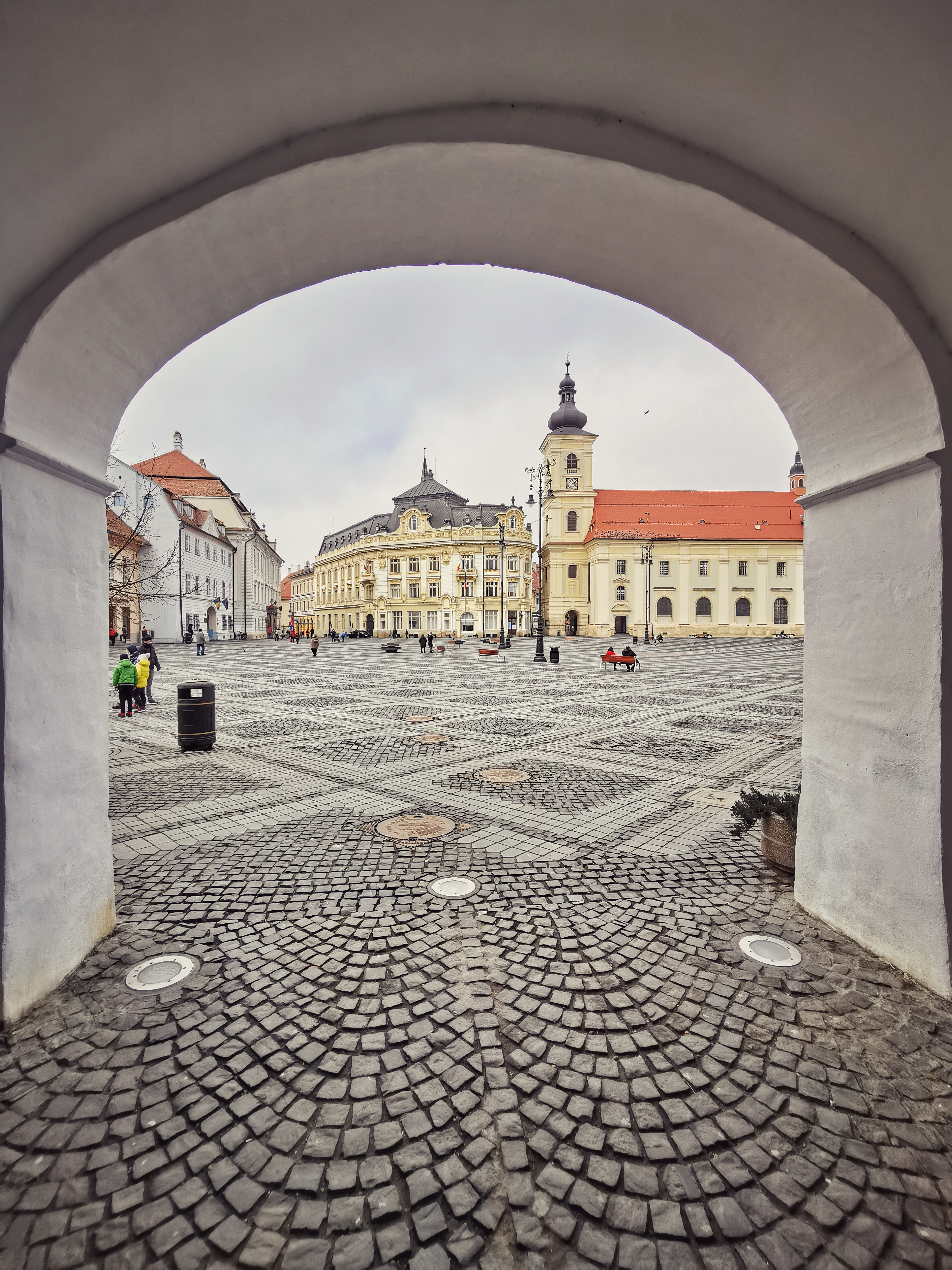
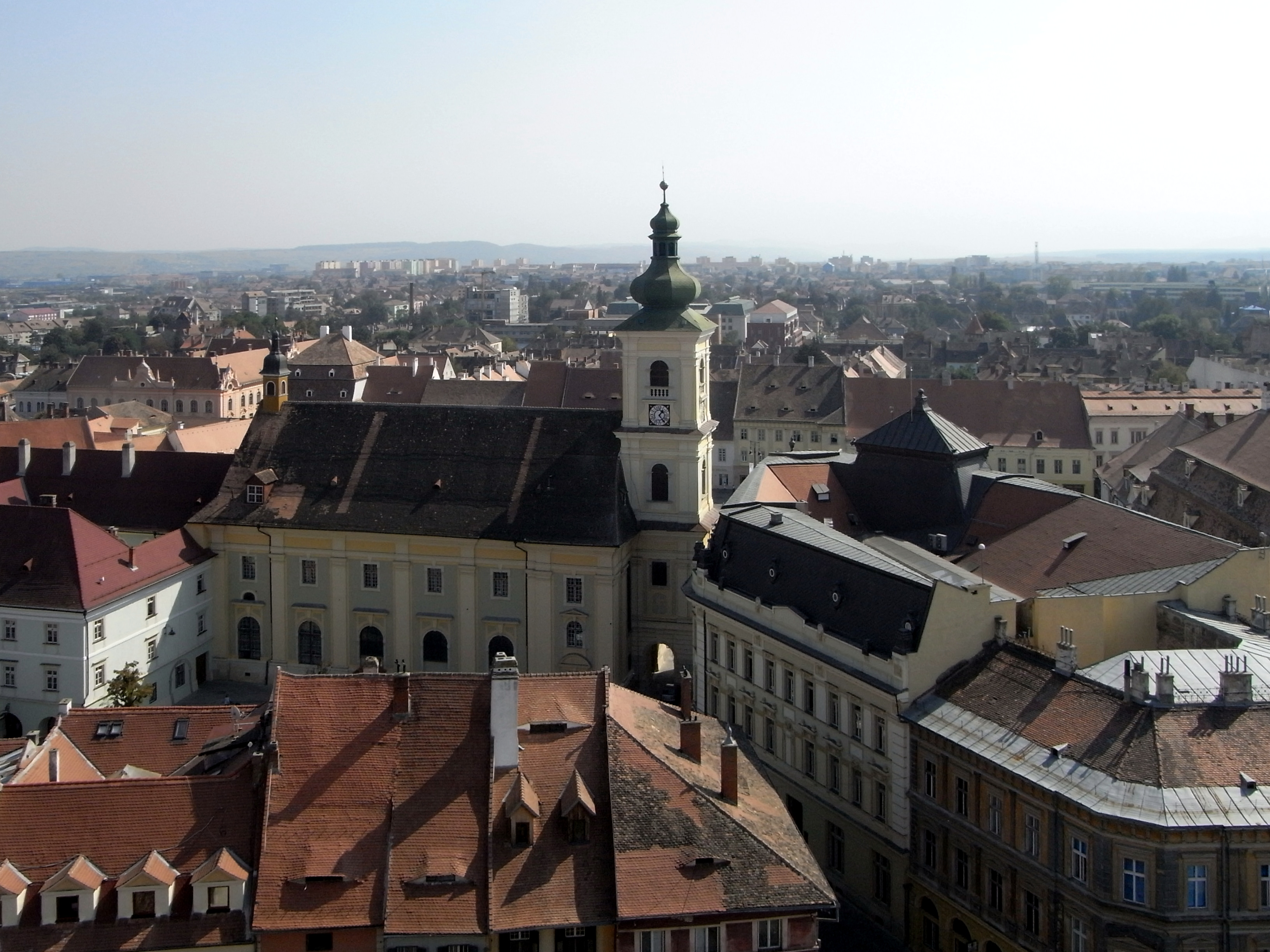

## Imagini din interior

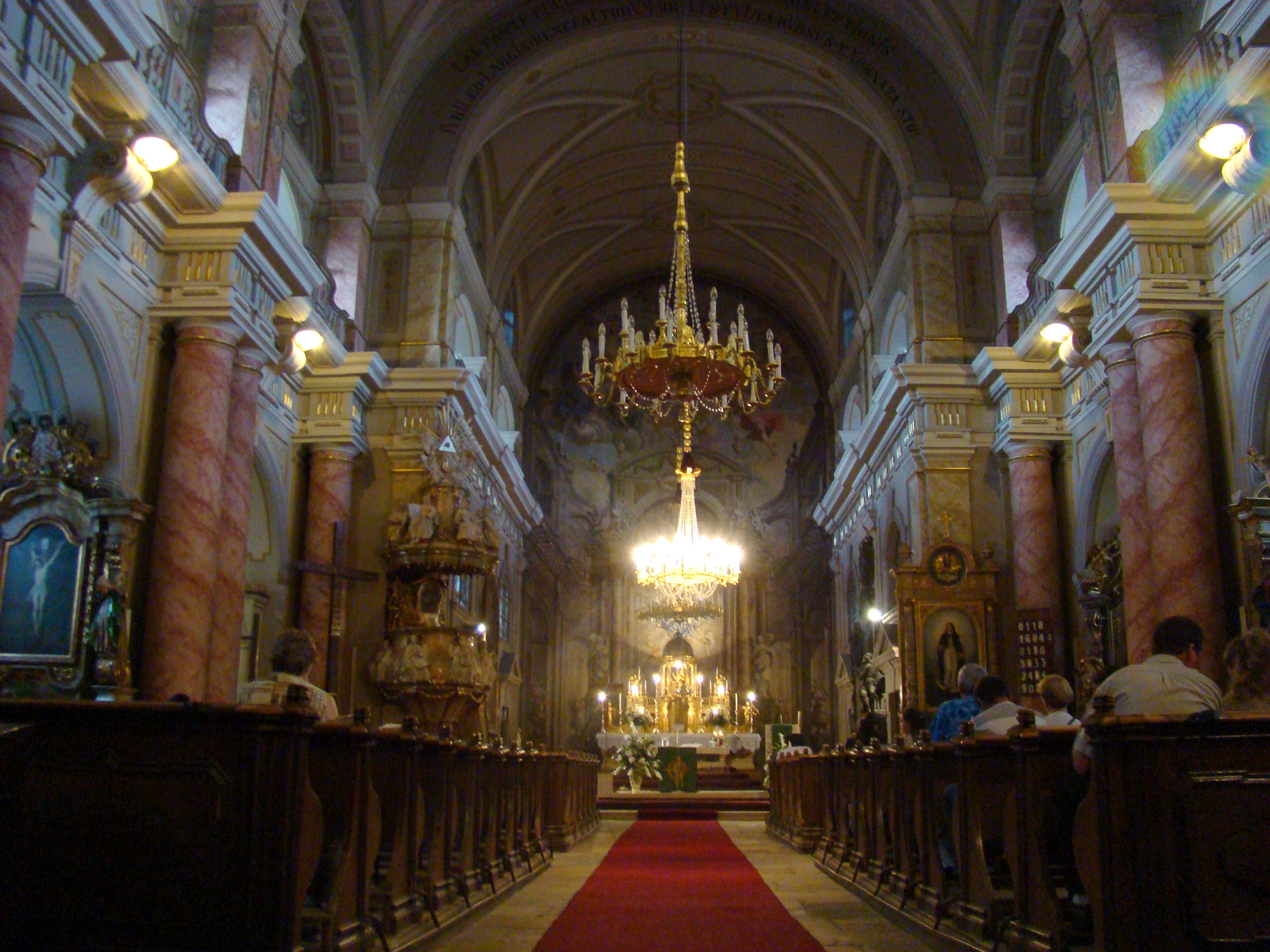
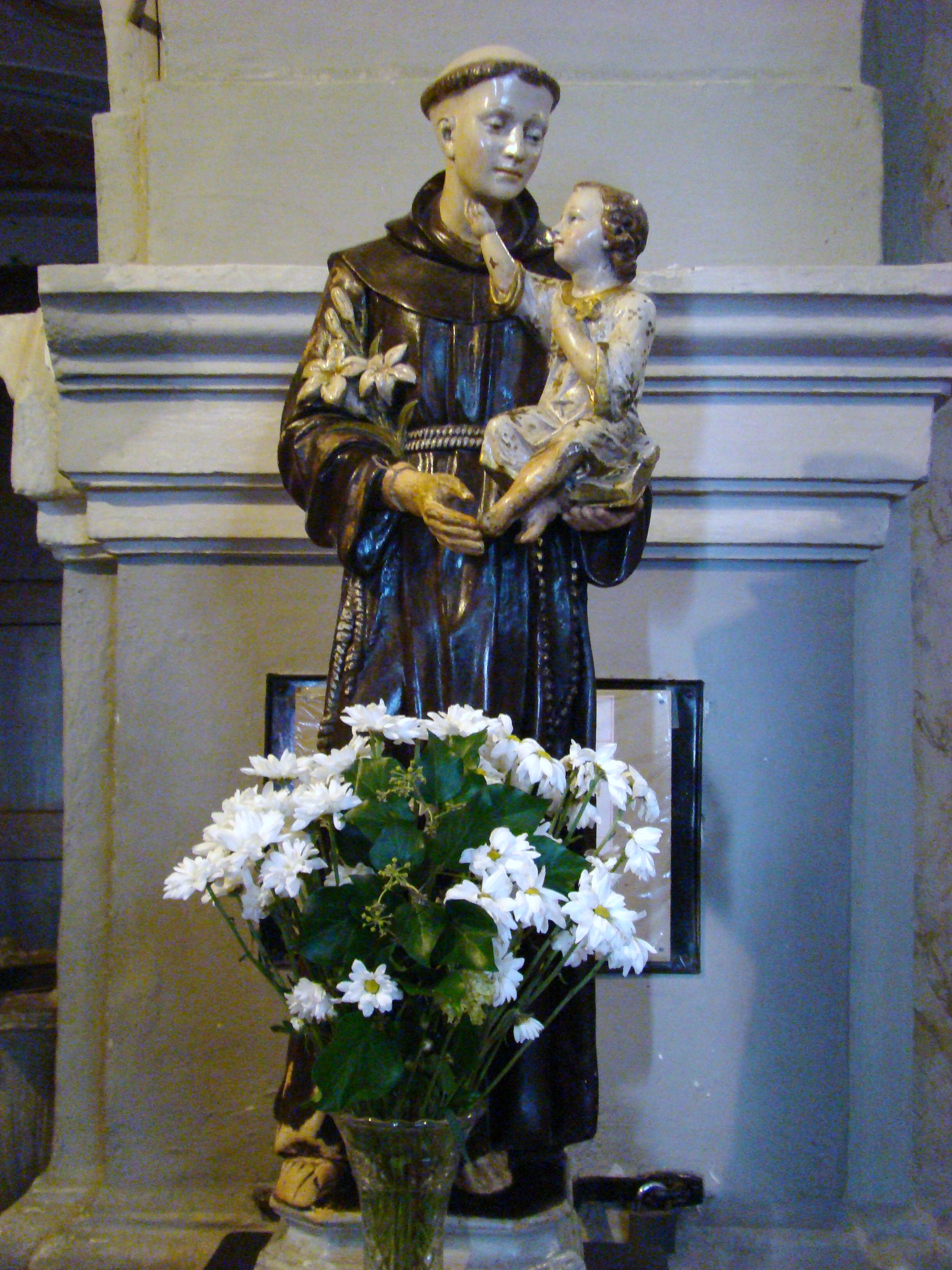
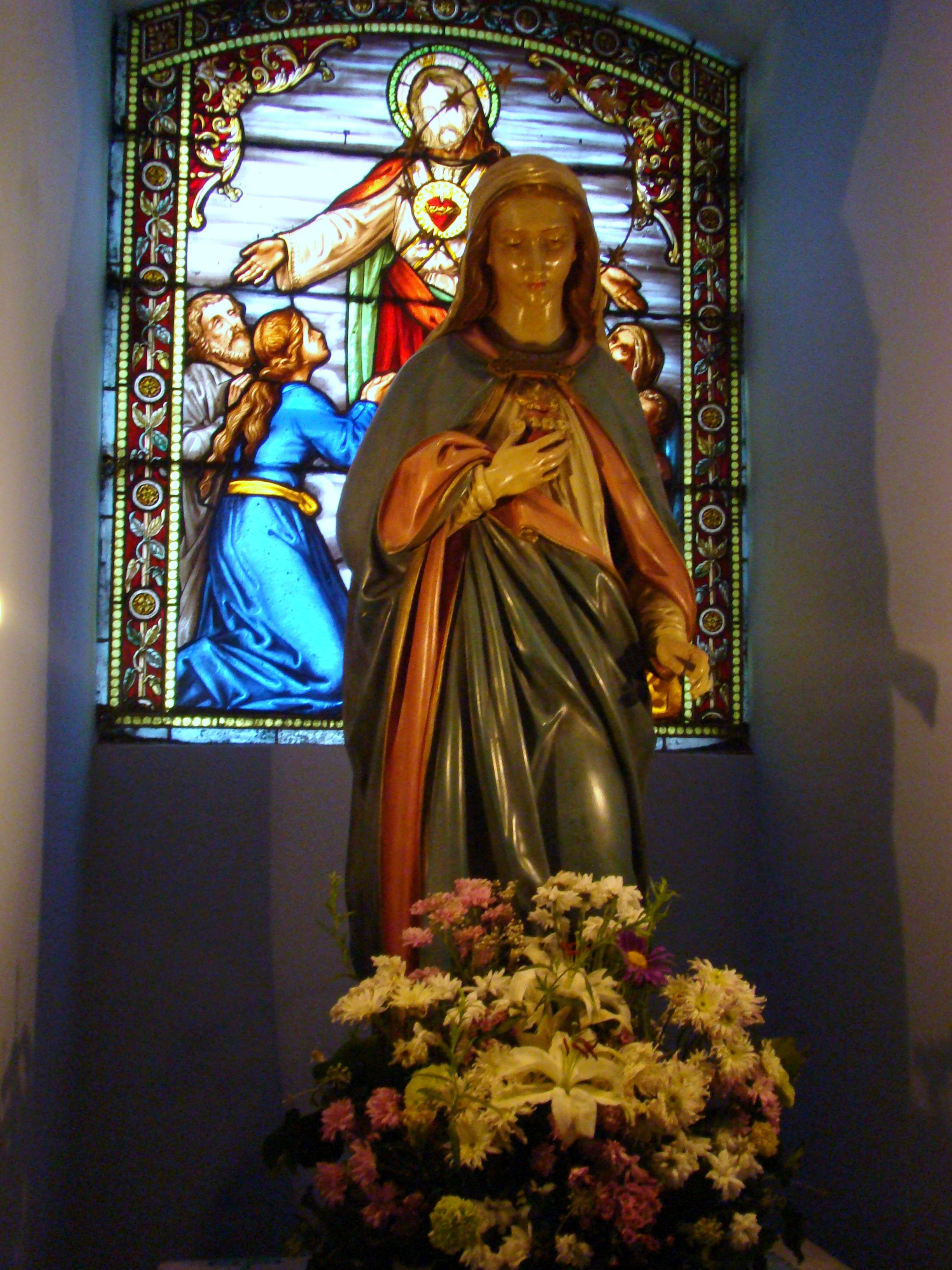
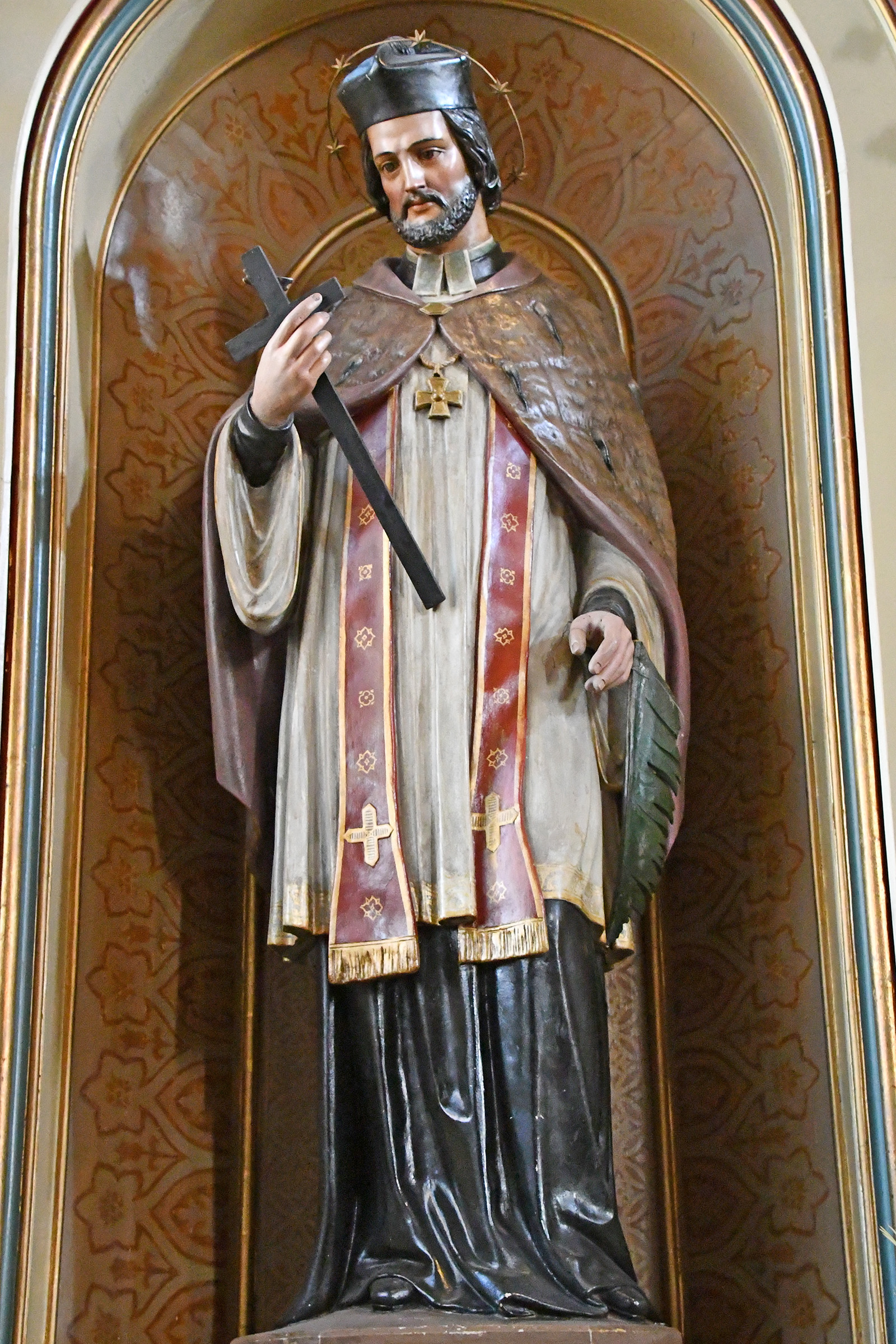
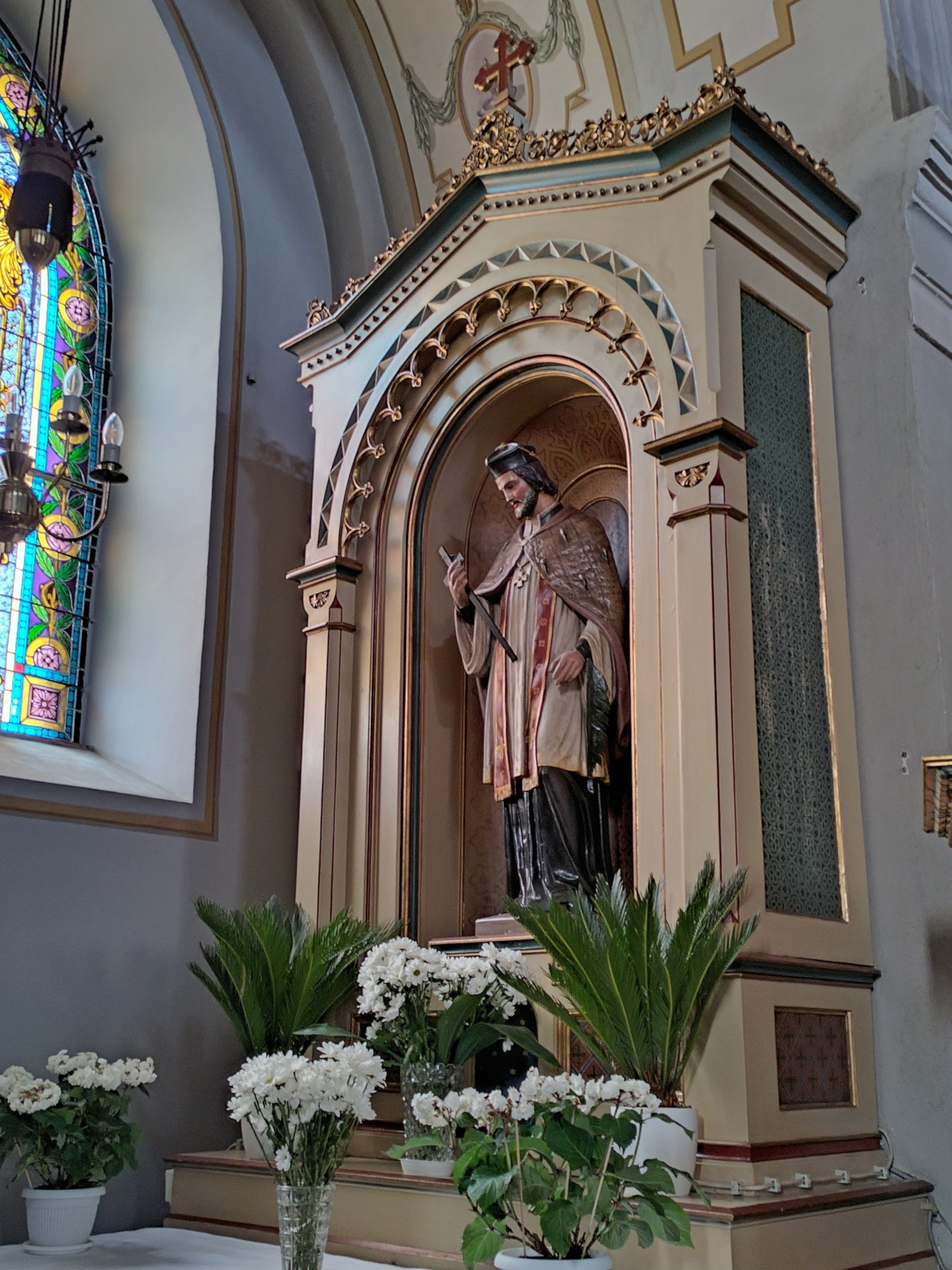
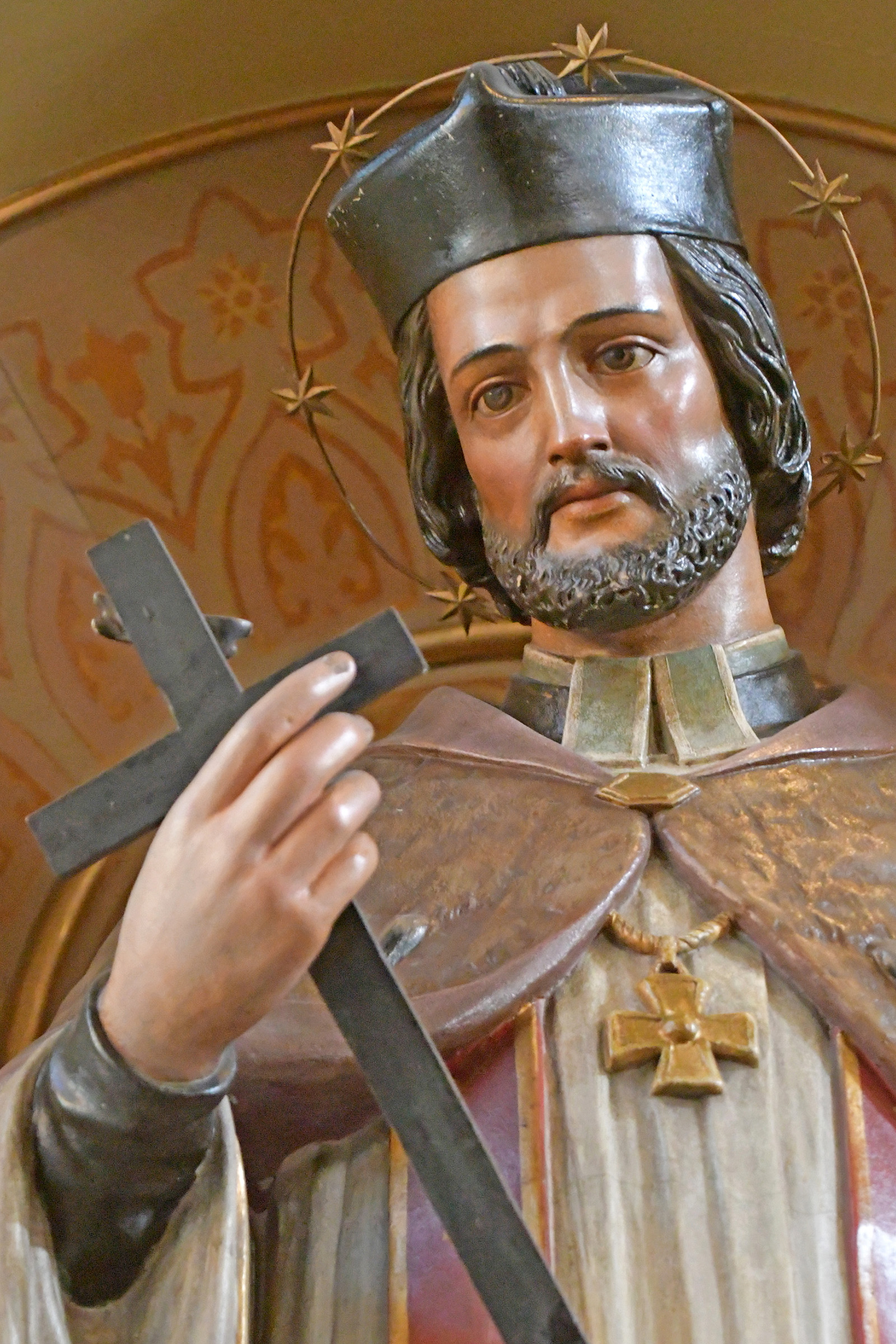
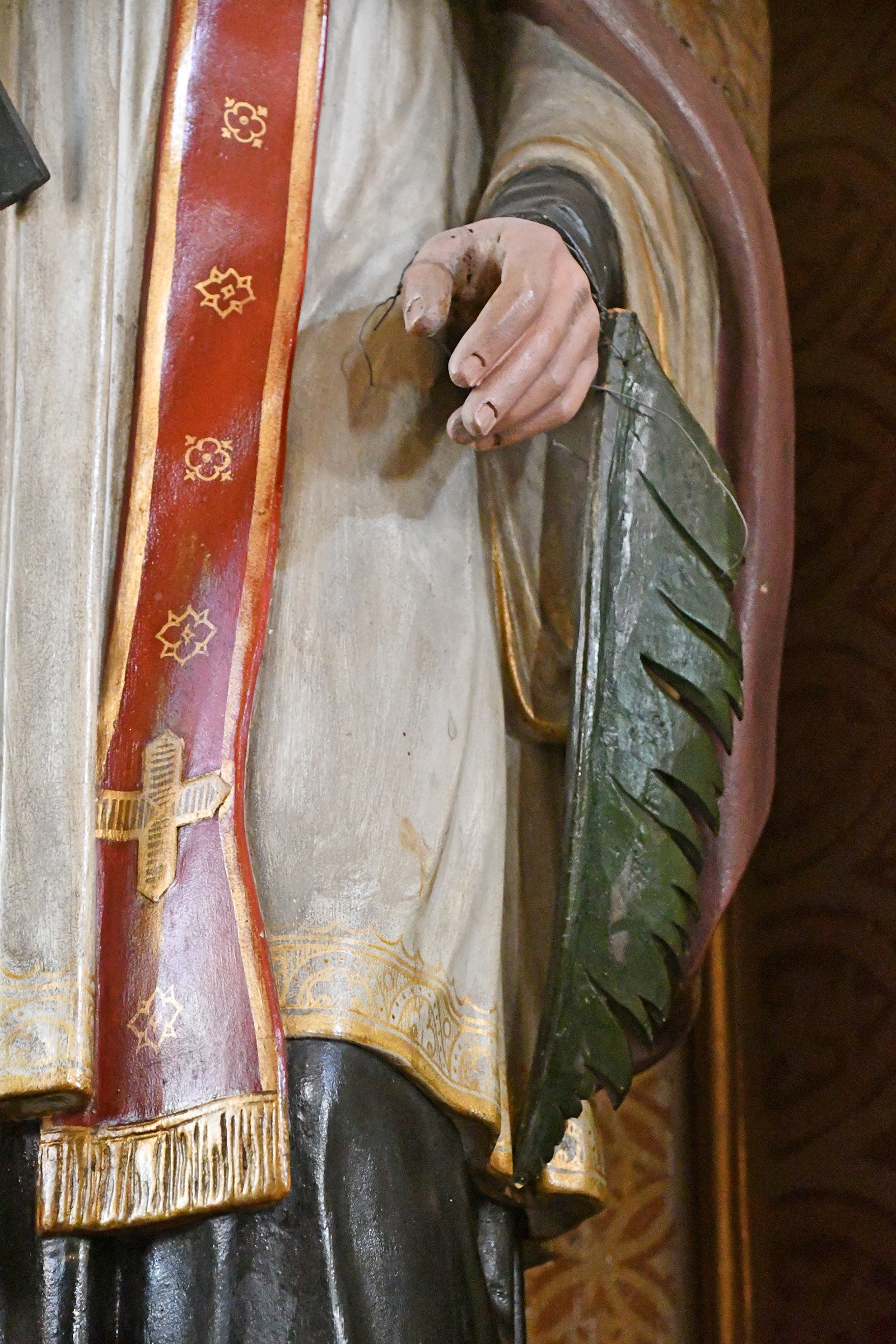
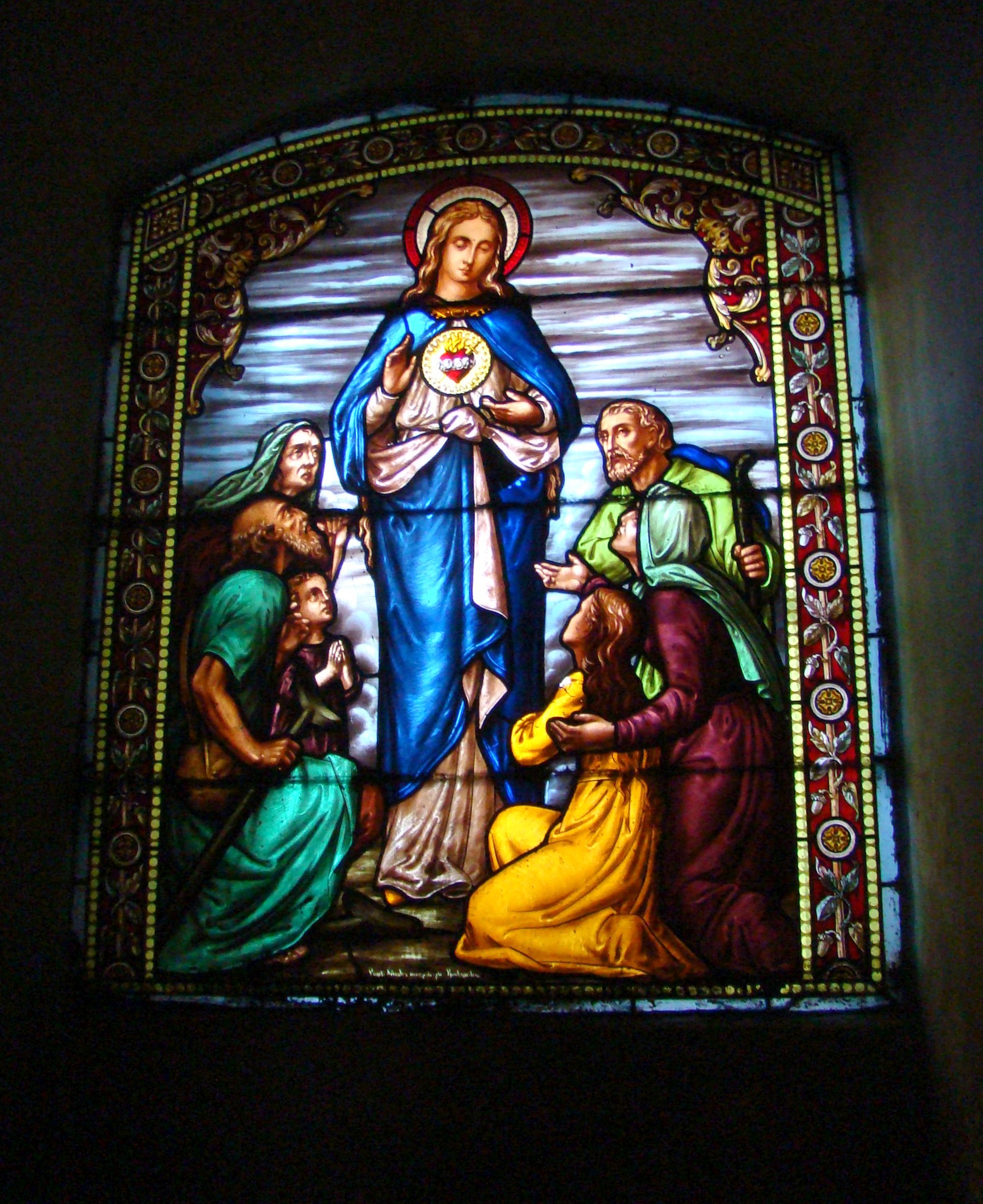
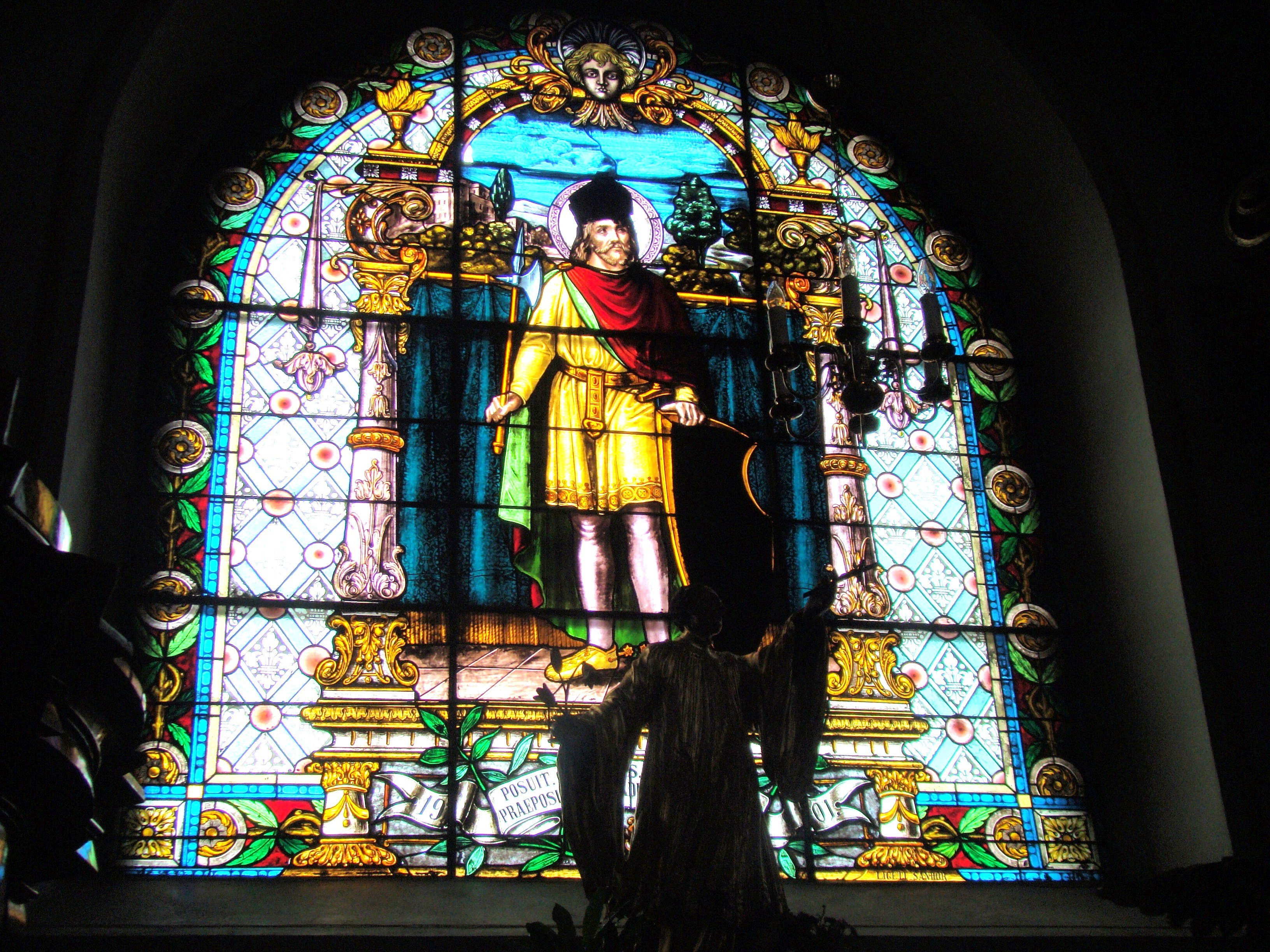
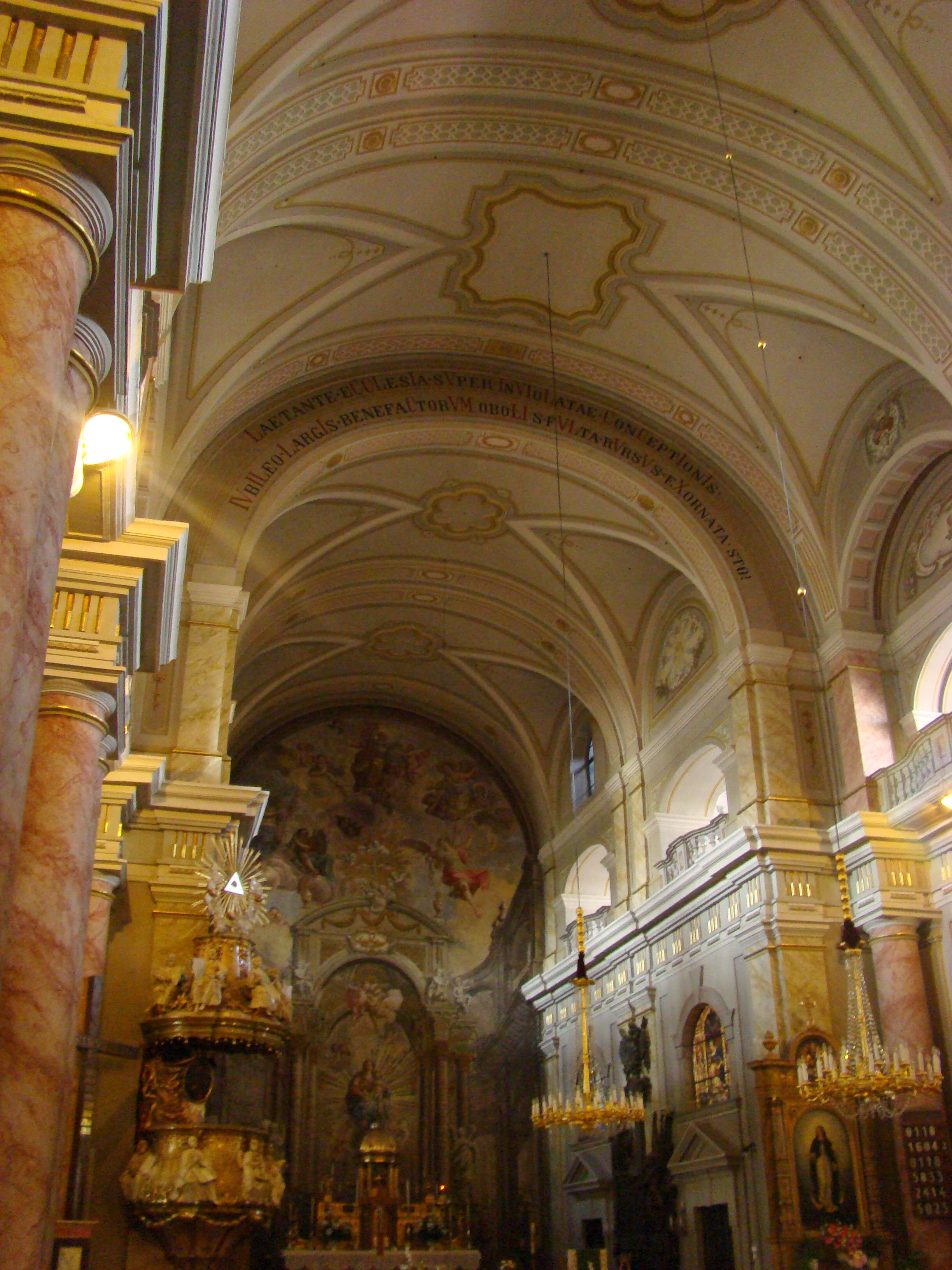
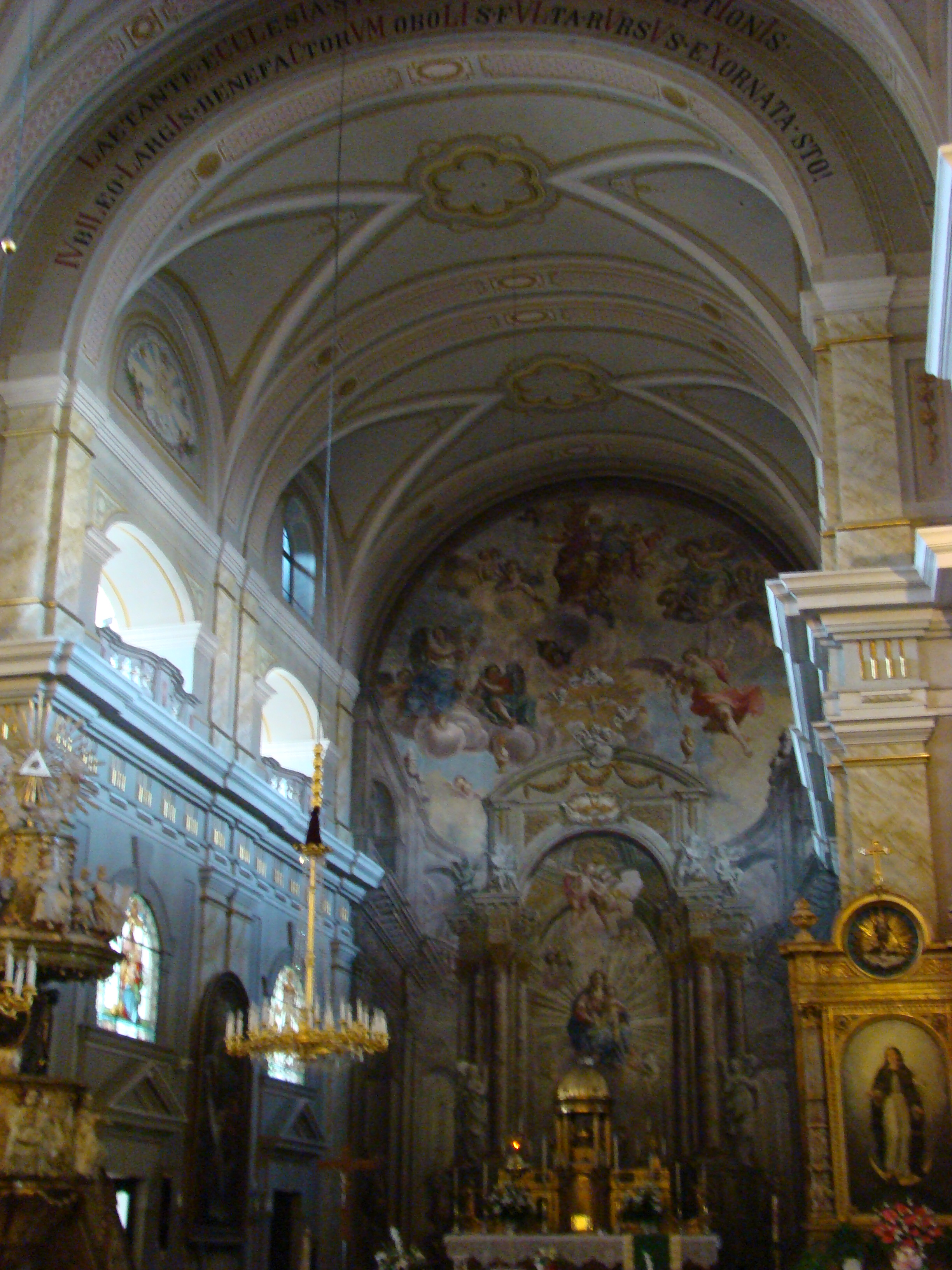
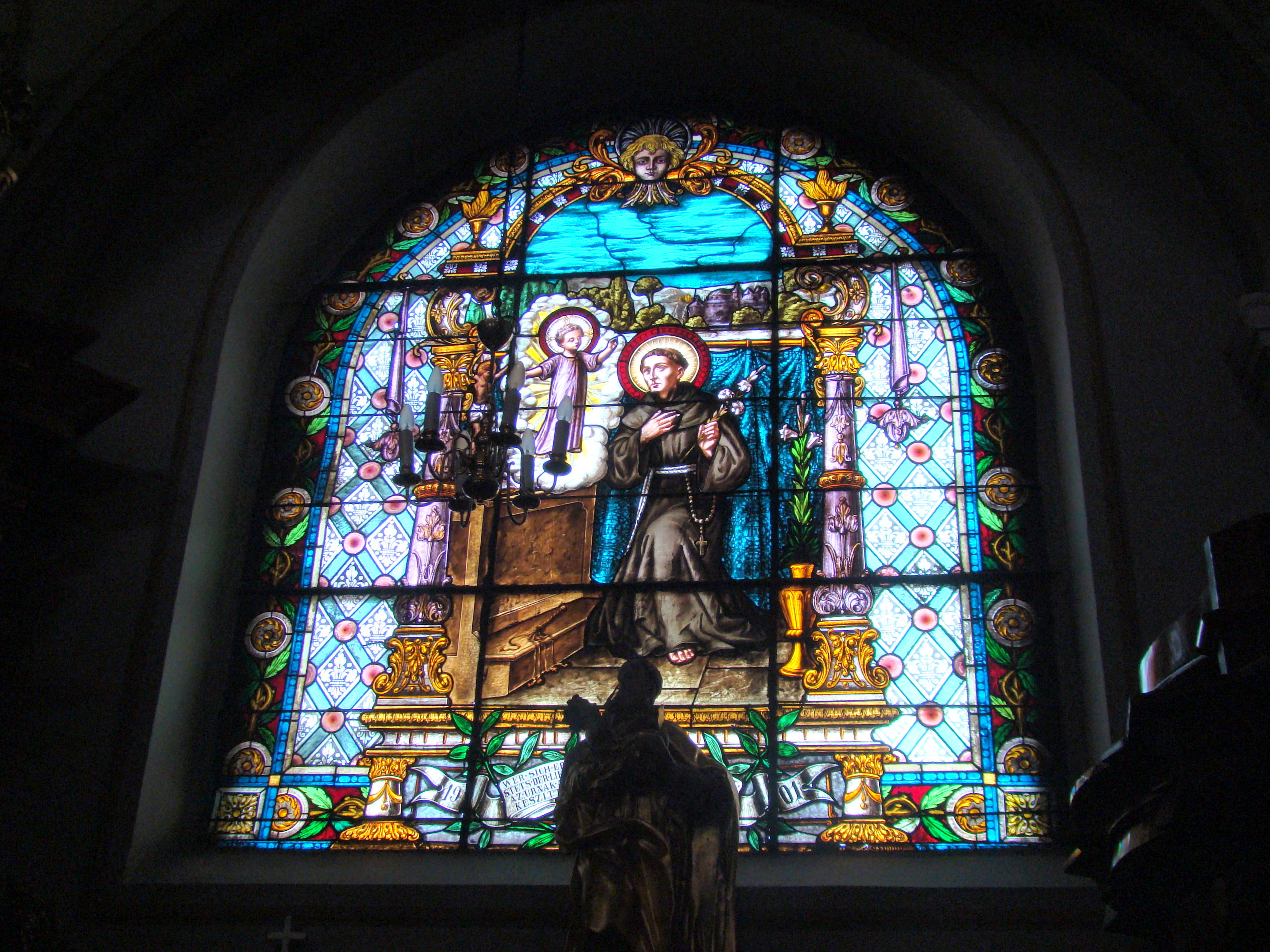
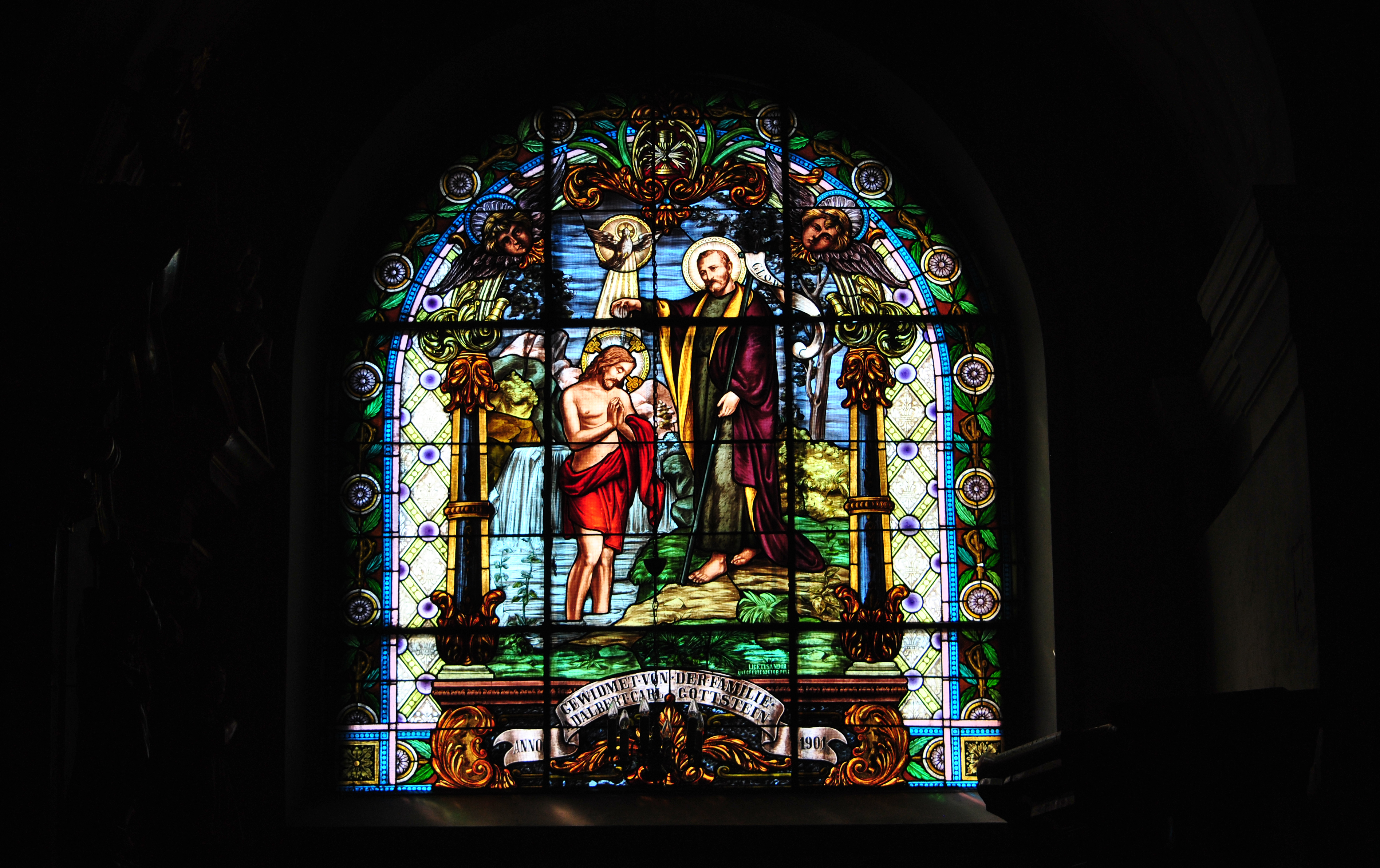
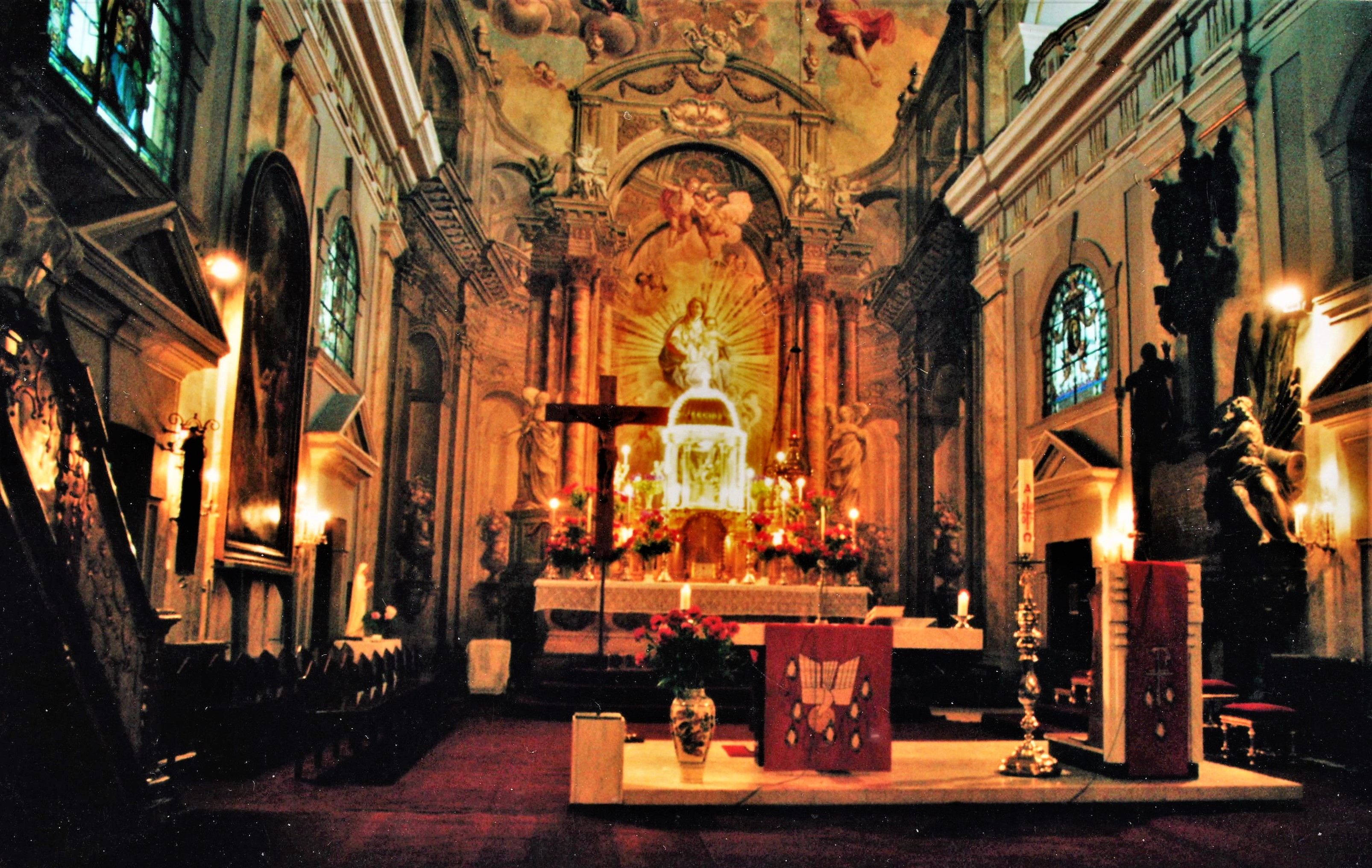
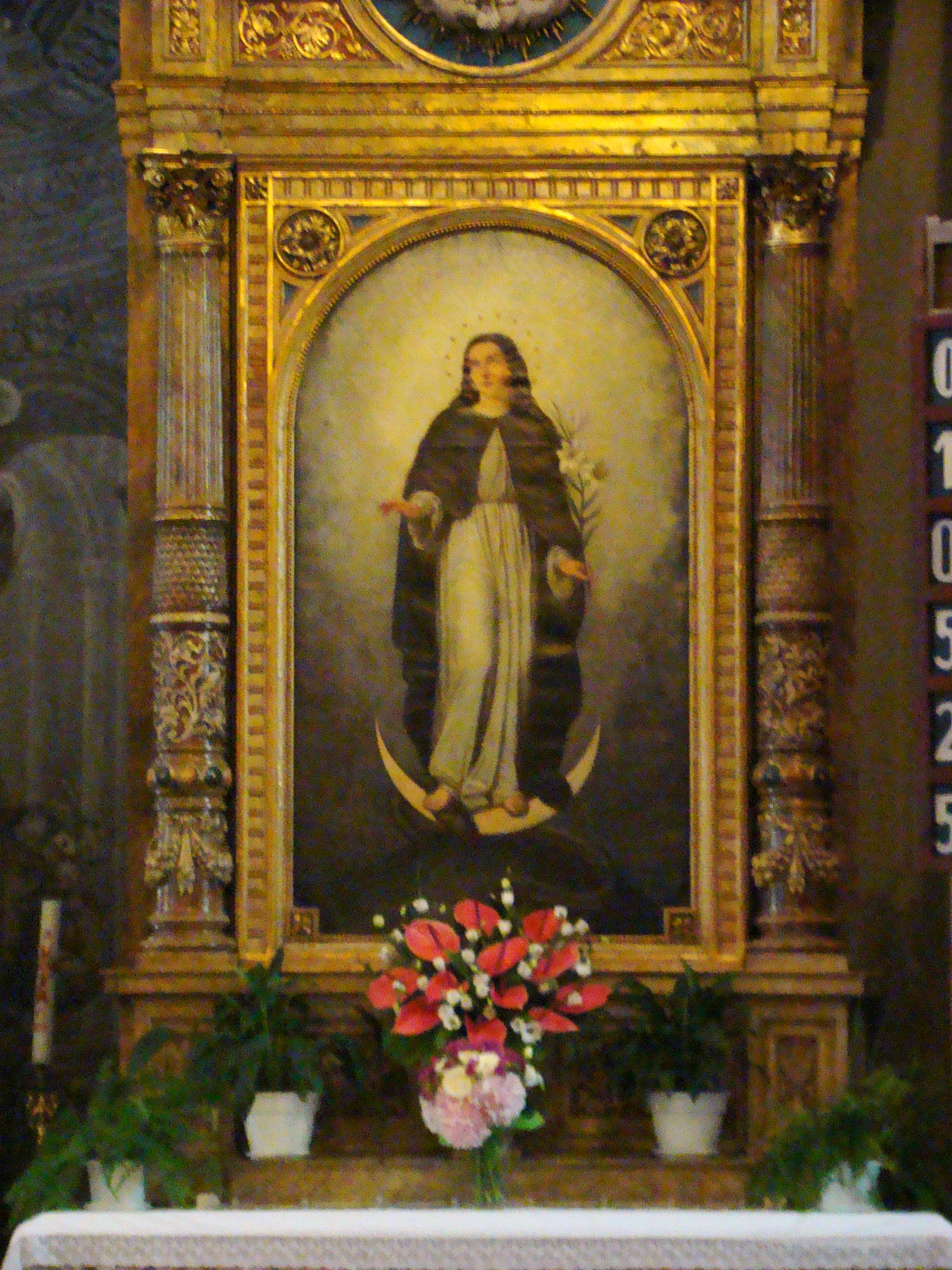
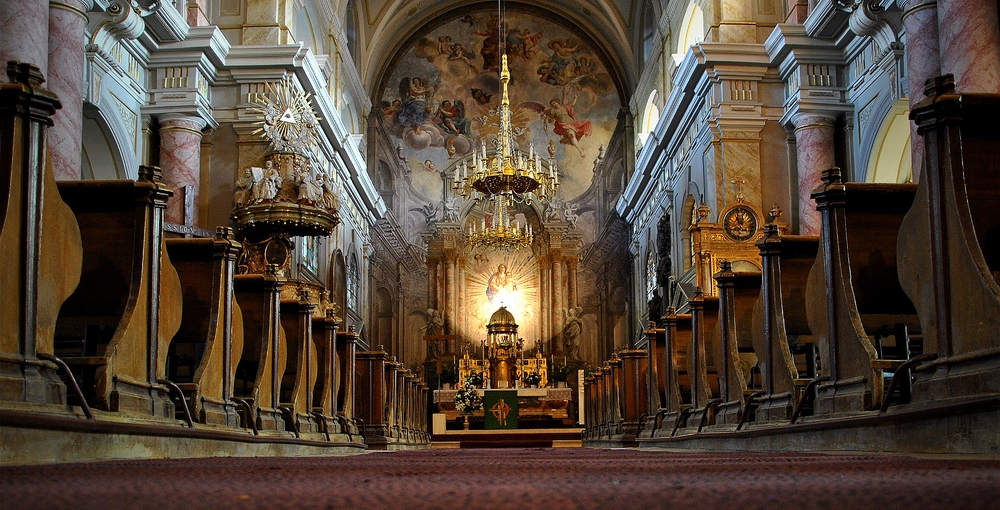